# 仙石秀久
仙石秀久（日语：／ Sengoku Hidehisa，1551年3月3日—1614年6月13日），戰國時代至江戶時期的武將、大名。信濃小諸藩的初代藩主。治兵衛久盛的四男。原本為越前豪族萩原伊予守國滿的養子，而後因仙石本家的兄長亡故，為了延續仙石家，而回去繼承家業。之後去侍奉美濃的齋藤家。當齋藤家被織田信長滅掉後，就轉而侍奉織田家的羽柴秀吉（即豐臣秀吉）。

## 生平

### 早年
仙石治兵衛久盛的四男，於美濃國加茂郡黑岩（現在的加茂郡坂祝町）出生。自稱是清和源氏土岐家的支流。原與父親同為齋藤氏家臣，永祿十年（1567年）齋藤氏於稻葉山城之戰滅亡後，投靠織田軍，受到信長賞識，命令擔任羽柴秀吉的寄騎。永禄七年（1564年），14歲的秀久擔任羽柴隊（木下隊）的馬廻眾轉戰各地，極受秀吉寵愛。
元龜元年（1570年）在織田軍對抗淺井軍的姊川之戰中，討取敵方武士山崎新平。天正二年（1574年），秀吉將近江野洲郡1,000石領地賜給秀久，秀久也迎娶織田家家臣（同時也是黄母衣眾一員）野野村幸成的女兒本陽院為正室，甲斐國浪人竹村新兵衛的女兒慶宗院為側室。

#### 秀吉麾下
在秀吉被任命為中國征伐軍之後隨軍作戰，獲得戰功，於天正六年（1578年）增加了4千石俸祿，後被任命為淡路國方面的大將。天正十年（1582年）六月，織田信長在本能寺之變中去世，秀吉随即展開中國大返還和山崎之戰。秀久被委任負責討伐在淡路與明智光秀结盟的豪族，為淡路的平定作出了貢獻。天正十一年（1583年）賤岳之戰爆發前，秀久原已抵達近江並準備參戰，不過當支持柴田勝家的長宗我部軍佔據洲本城後，秀吉臨時命令秀久前往淡路，以鎮壓四國勢力。秀久攻破洲本城的守將菅達長，並以小豆島為據點，渡海至四國救援十河存保（第二次十河城之戰）。
秀久首先攻打由高松頼邑守衛的喜岡城，但未能攻陷，最終撤退。隨後，他在讃岐國引田上岸，並佔領了引田城。天正十一年（1583年）四月廿一日，秀久以伏兵襲擊長宗我部方的香川信景，取得初戰的優勢。後再與長宗我部軍主力於引田交戰（引田之戰）。雖曾一度佔有上風，但在長宗我部軍的猛烈攻勢下，秀久終是不敵，引田城陷落。戰敗後秀久專注於鞏固淡路島與小豆島的守備，維持瀨戶内海的制海權，以牽制四國長宗我部勢力。秀久雖然敗陣，但因敵我態勢懸殊且未犯大錯，因此並未被追究責任。
天正十一年（1583年），羽柴秀吉消滅柴田勝家的勢力後，秀久成為淡路國洲本城5萬石大名（另一說法在天正八年1580年成為大名）。天正十三年（1585年）四國征伐結束後，秀久增封至讚岐高松10萬石大名。

### 被貶
天正十四年（1586年），秀吉準備征伐薩摩國大名島津氏的勢力，任命秀久與長宗我部元親和十河存保一起擔任九州征伐軍。渡海作戰的時候，身為軍監的秀久為了搶功制定了有勇無謀的作戰計畫。依據這個計畫作戰的豐臣軍在戶次川之戰被島津家久所率領的島津軍徹底擊敗，包括元親的嫡子信親，十河存保等許多有名的武將因此戰死，更顯出秀久自己拋棄諸將的軍隊一路逃回四國的醜態。被這樣的行為所震怒的秀吉，沒收了秀久所有領地，並將秀久放逐到高野山。

### 成為大名及晚年
經過德川家康的說項，在天正十八年（1590年）小田原征伐之時，秀久與三男仙石忠政共同率領美濃國約20名舊家臣，以借將的形式加入了秀吉的軍隊。他穿著掛著鈴鐺光亮燦爛的鎧甲，建立了出眾的武功，獲得「鈴鳴的武者」的稱號。在箱根有仙石原這樣的地名，相傳就是秀久當時奮勇作戰的地方。秀久也憑藉著戰功，獲得了秀吉的赦免，並授予其信濃的小諸5萬石的領地，重新成為大名。文祿元年（1592年）在秀吉派兵出征朝鮮期間，秀久建造名護屋城有功，獲得從五位下越前守官職。文祿三年（1594年），秀久又在伏見城的築城工程中取得功績，成為了5萬7千石大名。在參與伏見城的築城過程中，秀久因捕獲大盗石川五右衛門，獲秀吉贈予石川五右衛門盜取的名物「千鳥香爐」做為獎賞。
慶長五年（1600年），秀久隨家康軍參加關原之戰，跟德川秀忠一起被真田昌幸所固守的上田城所阻，參加關原之戰遲到，秀久努力地為秀忠的遲到向震怒的家康謝罪。因此在秀忠擔任將軍之後，特別重用秀久。到了江户时代，秀久成為了信濃小諸藩的初代藩主，由於過度壓榨農民，导致了佐久郡一郡农民逃亡的失態事件，但是在笠取垰、小諸城和城下町的治理则卓有成效。從此，仙石家的名聲到一直延續到明治時代。慶長十九年（1614年）五月六日，秀久在由江戶返回小諸期間病發在武州鴻巢(現今埼玉縣鴻巢市)逝世。

## 評價
路易斯·佛洛伊斯的日本史中記載：「最低劣的海賊、盜賊，都不及仙石家家臣」，
但也同時這樣評價：「他絕稱不上高尚，卻充滿決策力，相當自以為是，乃是廣為所知的優秀武將」。

## 軼聞
- 相傳相貌勇壯，在成為織田信長家臣的時候，因信長喜其容姿而獲贈黃金一錠。
- 在常中紀談中，秀久為羽柴秀吉旗下的忍者，潛入九州調查地理以及繪製地圖以及記載軍隊的進攻地點。
- 戶次川之戰時，該負最大的責任，卻是最先逃回去四國的秀久，在「豐薩軍記」中被痛罵是「仙石指向四國而逃，天下無雙的懦夫」[2]
- 在小田原征伐時異名為「鳴鈴武者」。當時秀吉亦對秀久的忠勇獎賞，獲得秀吉平時使用的金扇(該扇至今仍存)。
- 有秀久是在伏見城抓到石川五右衛門的人這樣的傳說。（公家的說法捕獲者是京都所司代前田玄以）
- 關原之戰後，德川秀忠指派仙石秀久一項榮譽職務。此外秀久前往江戶參勤時，幕府必定在板橋宿迎接他。在眾多豐臣恩顧的大名中，可以獲得這樣的待遇，成為了家康及秀忠值得信賴的人物。
- 擔任小諸籓籓主期間，擁有建設城下町與道路網的功績，但也留下因勞役過度導致治下佐久郡農民集體逃亡的大失態的紀錄。
- 為了使家族繼續存活下去，當次男秀範參加西軍的時候，立即將他廢嫡。

## 相關作品
- 宮下英樹 -- 戰國系列作品主角，常稱作仙石權兵衛
  - 戰國
  - 戰國天正記
  - 戰國一統記
  - 戰國權兵衛
- 東郷隆/細川忠孝 -- 戰國兄弟 - 以仙石家為本作主體

## 註
1. ↑  逃散は慶長15年（1610年）にピークとなる。